# William Meade Fishback

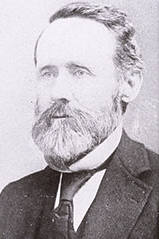
William Meade Fishback.

William Meade Fishback, född 5 november 1831 i Jeffersonton, Virginia, död 9 februari 1903 i Fort Smith, Arkansas, var en amerikansk demokratisk politiker. Han var den 17:e guvernören i delstaten Arkansas 1893-1895.
Fishback studerade juridik vid University of Virginia. Han inledde 1857 sin karriär som advokat i Illinois. Han flyttade 1858 till Arkansas. Han deltog i amerikanska inbördeskriget i nordstatsarmén.
Fishback och Elisha Baxter valdes 1864 av Arkansas lagstiftande församling till ledamöter av USA:s senat. Båda två förnekades tillträde, eftersom Arkansas inte hade formellt godkänts som delstat i USA på nytt efter utträdet 1861. Arkansas fick nya senatorer först 1868 och då fick republikanerna delstatens båda mandat.
I 1892 års guvernörsval besegrade Fishback Populistpartiets kandidat Jacob P. Carnahan och republikanen William G. Whipple. Efter en mandatperiod som guvernör arbetade Fishback igen som advokat.
Fishbacks grav finns på Oak Cemetery i Fort Smith.